# Notre-Dame-d'Estrées-Corbon
Pour les articles homonymes, voir Notre-Dame.
Notre-Dame-d'Estrées-Corbon est une commune française située dans le département du Calvados en région Normandie, peuplée de 198 habitants.

## Géographie

### Hydrographie
La commune est située dans le bassin Seine-Normandie. Elle est drainée par la Vie, l'Algot, le fossé 01 de la Cour des Tillées, un bras de la Morte-Vie, le fossé 04 de la Planche, le fossé 01 de la Cour Gougy, le canal 01 de la commune de Notre-Dame-D'Estrées, le canal 05 de la commune de Notre-Dame-d'Estrées et divers autres petits cours d'eau,.
La Vie, d'une longueur de 67 km, prend sa source dans la commune de Ménil-Hubert-en-Exmes et se jette  dans la Dives à Méry-Bissières-en-Auge, après avoir traversé 16 communes. 

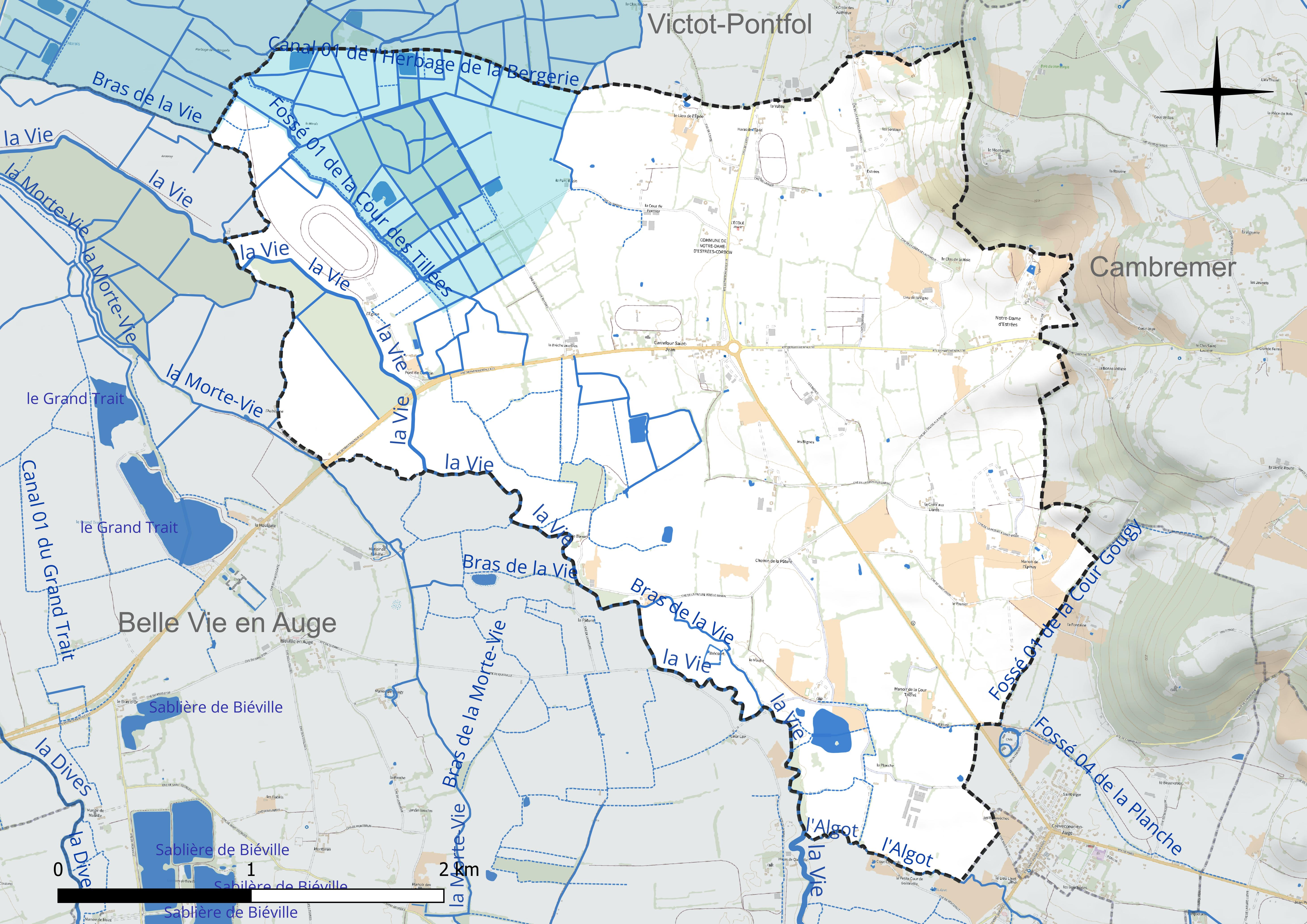
Réseau hydrographique de Notre-Dame-d'Estrées-Corbon.

L'Algot, d'une longueur de 13 km, prend sa source dans la commune de La Boissière et se jette  dans la Vie à Belle Vie en Auge, après avoir traversé sept communes. 

### Climat
Pour des articles plus généraux, voir Climat de la Normandie et Climat du Calvados.
En 2010, le climat de la commune est de type climat océanique altéré, selon une étude du CNRS s'appuyant sur une série de données couvrant la période 1971-2000. En 2020, Météo-France publie une typologie des climats de la France métropolitaine dans laquelle la commune est exposée à un climat océanique et est dans la région climatique Normandie (Cotentin, Orne), caractérisée par une pluviométrie relativement élevée (850 mm/a) et un été frais (15,5 °C) et venté. Parallèlement le GIEC normand, un groupe régional d'experts sur le climat, différencie quant à lui, dans une étude de 2020, trois grands types de climats pour la région Normandie, nuancés à une échelle plus fine par les facteurs géographiques locaux. La commune est, selon ce zonage, exposée à un « climat des plateaux abrités », correspondant à la plaine agricole de Caen à Falaise, sous le vent des collines de Normandie et proche de la mer, se caractérisant par une pluviométrie et des contraintes thermiques modérées.
Pour la période 1971-2000, la température annuelle moyenne est de 10,8 °C, avec  une amplitude thermique annuelle de 12,2 °C. Le cumul annuel moyen de précipitations est de 698 mm, avec 12 jours de précipitations en janvier et 7,5 jours en juillet. Pour la période 1991-2020, la température moyenne annuelle observée sur la station météorologique la plus proche, située sur la commune de Mézidon Vallée d'Auge à 9 km à vol d'oiseau, est de 11,2 °C et le cumul annuel moyen de précipitations est de 782,5 mm,. Pour l'avenir, les paramètres climatiques de la commune estimés pour 2050 selon différents scénarios d'émission de gaz à effet de serre sont consultables sur un site dédié publié par Météo-France en novembre 2022.

## Urbanisme

### Typologie
Au 1er janvier 2024, Notre-Dame-d'Estrées-Corbon est catégorisée commune rurale à habitat très dispersé, selon la nouvelle grille communale de densité à 7 niveaux définie par l'Insee en 2022.
Elle est située hors unité urbaine. Par ailleurs la commune fait partie de l'aire d'attraction de Caen, dont elle est une commune de la couronne,. Cette aire, qui regroupe 296 communes, est catégorisée dans les aires de 200 000 à moins de 700 000 habitants,.

### Occupation des sols
L'occupation des sols de la commune, telle qu'elle ressort de la base de données européenne d'occupation biophysique des sols Corine Land Cover (CLC), est marquée par l'importance des territoires agricoles (93,7 % en 2018), en diminution par rapport à 1990 (95,3 %). La répartition détaillée en 2018 est la suivante : 
prairies (90,9 %), forêts (4 %), terres arables (2,7 %), milieux à végétation arbustive et/ou herbacée (2,3 %). L'évolution de l'occupation des sols de la commune et de ses infrastructures peut être observée sur les différentes représentations cartographiques du territoire : la carte de Cassini (XVIIIe siècle), la carte d'état-major (1820-1866) et les cartes ou photos aériennes de l'IGN pour la période actuelle (1950 à aujourd'hui).

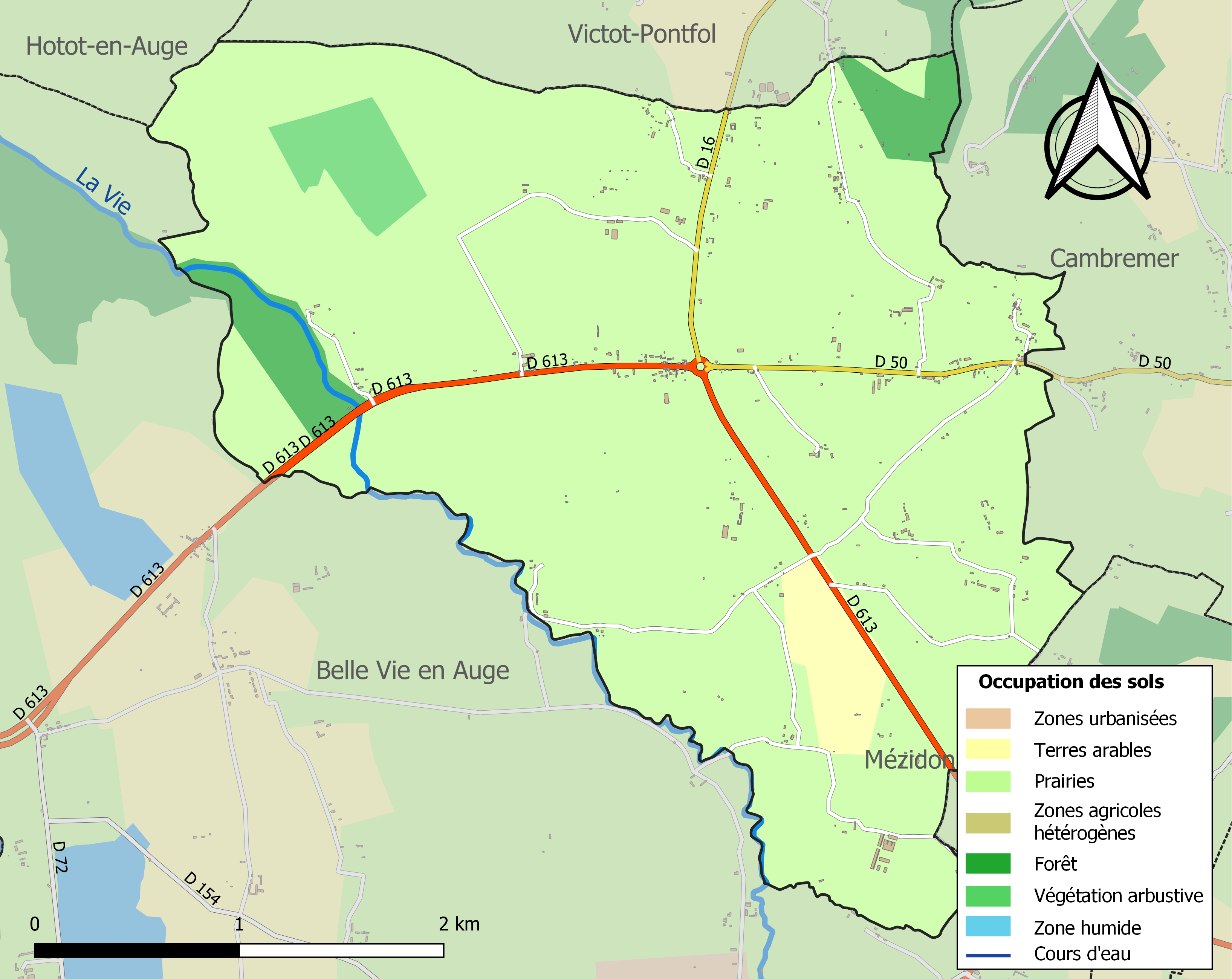
Carte des infrastructures et de l'occupation des sols de la commune en 2018 (CLC).

## Histoire
La commune est créée le 1er janvier 2015 par la fusion des deux communes Notre-Dame-d'Estrées et Corbon, sous le régime juridique des communes nouvelles instauré par la loi no 2010-1563 du 16 décembre 2010 de réforme des collectivités territoriales.

## Politique et administration
En attendant les élections municipales de 2020, le conseil municipal élisant le maire sera composé des conseillers des deux anciennes communes.
| Période      | Période  | Identité           | Étiquette | Qualité                                                        |
| ------------ | -------- | ------------------ | --------- | -------------------------------------------------------------- |
| janvier 2015 | mai 2020 | Jacques Talbot     | SE        | Cadre bancaire retraité, maire sortant de Notre-Dame-d'Estrées |
| mai 2020     | En cours | Jacques Garnavault | SE        | Retraité                                                       |

## Démographie
| Nom                          | Code Insee | Intercommunalité | Superficie (km2) | Population (dernière pop. légale) | Densité (hab./km2) |
| ---------------------------- | ---------- | ---------------- | ---------------- | --------------------------------- | ------------------ |
| Notre-Dame-d'Estrées (siège) | 14474      | CC de Cambremer  | 7,43             | 136 (2019)                        | 18                 |
| Corbon                       | 14178      | CC de Cambremer  | 4,09             | 65 (2019)                         | 16                 |

L'évolution du nombre d'habitants est connue à travers les recensements de la population effectués dans la commune depuis sa création.
En 2022, la commune comptait 198 habitants, en évolution de −16,46 % par rapport à 2016 (Calvados : +1,58 %, France hors Mayotte : +2,11 %).
| 2013 | 2014 | 2019 | 2022 |
| ---- | ---- | ---- | ---- |
| 236  | 234  | 201  | 198  |

## Pour approfondir